# Lene Hansen
Lene Hansen, née le 19 janvier 1968 est une enseignante-chercheuse en théorie des relations internationales, proche des Critical Security Studies voire aussi du féminisme en relations internationales. Travaillant à l'Université de Copenhague et première femme à avoir été nommée, en 2009, professeur en relations internationales au Danemark, elle a critiqué l'école de Copenhague pour sa sous-estimation de l'importance du genre en ce domaine . Elle travaille en étroite collaboration avec cette école, ayant par exemple codirigé des ouvrages avec Ole Wæver (en)  ou Barry Buzan (en). Elle publie dans des revues telles qu'International Studies Quarterly (en), International Feminist Journal of Politics (en) ou European Journal of International Relations.
Titulaire du prix 2011 Elite Researcher délivré par le Ministère des Sciences, de la Technologie et de l'Innovation danois, elle travaille actuellement  sur trois domaines principaux:
- l'influence des images sur les relations internationales (elle a écrit notamment sur la controverse autour des caricatures de Mahomet du journal Jyllands-Posten [4]);
- le genre (en particulier sur les crimes d'honneur, les viols collectifs ou le trafic d'êtres humains [5];
- la cyber-sécurité (cf. par ex. L. Hansen et Helen Nissenbaum, "'Digital Disaster, Cyber Security, and the Copenhagen School", International Studies Quarterly, vol. 53, no. 4, 2009)

Ces trois domaines sont parfois entrelacés, comme dans l'article de 2001 étudiant le film du réalisateur Paul Verhoeven, Starship Troopers . Hansen a également codirigé un livre sur la guerre froide et la dissuasion nucléaire et écrit sur l'impact du 11 septembre 2001 ou la reconversion de l'OTAN après la chute du mur de Berlin.

## Source de base
- Security expert and DNA detective honoured as Elite Researchers, Université de Copenhague, 27 janvier 2011